# Tour du Doubs 2025
La 40e édition du Tour du Doubs a lieu le 20 avril 2025. Cette course cycliste d'un jour fait partie du calendrier UCI Europe Tour 2025 en catégorie 1.1 (troisième niveau mondial).
Cette course est aussi inscrite au calendrier de la Coupe de France en tant que 8e manche de l'édition 2025.

## Présentation

### Équipes participantes
| WorldTeams (5)- Groupama-FDJ - Team Visma \| Lease a Bike - Cofidis - Arkéa-B&B Hotels - Decathlon AG2R La Mondiale Team ProTeams (8)- Team TotalEnergies - Unibet Tietema Rockets - Uno-X Mobility - Caja Rural-Seguros RGA - Equipo Kern Pharma - Euskaltel-Euskadi - Burgos-Burpellet-BH - Wagner Bazin WB Équipes continentales (7)- Saint Michel-Preference Home-Auber 93 - CIC U Nantes - Nice Métropole Côte d'Azur - Van Rysel-Roubaix - Bike Aid - Hrinkow Advarics - MYVELO Pro Cycling Team |
| |

## Classements

### Classement final[1],[2]
| \| Classement général \| Classement général \| Classement général \| Classement général \| Classement général \| \| Coureur \| Coureur \| Pays \| Équipe \| Temps \| \| ------------------ \| ------------------------- \| ------------------ \| ---------------------- \| ------------------ \| \| 1er \| Mattéo Vercher \| France \| Team TotalEnergies \| 3 h 46 min 03 s \| \| 2e \| Adrien Maire \| France \| Unibet Tietema Rockets \| + 0 s \| \| 3e \| Iván Cobo \| Espagne \| Equipo Kern Pharma \| + 0 s \| \| 4e \| Clément Braz Afonso \| France \| Groupama-FDJ \| + 0 s \| \| 5e \| Johannes Kulset \| Norvège \| Uno-X Mobility \| + 2 s \| \| 6e \| Guillaume Martin-Guyonnet \| France \| Groupama-FDJ \| + 2 s \| \| 7e \| Txomin Juaristi \| Espagne \| Euskaltel-Euskadi \| + 10 s \| \| 8e \| Gotzon Martín \| Espagne \| Euskaltel-Euskadi \| + 20 s \| \| 9e \| Clément Venturini \| France \| Arkéa-B&B Hotels \| + 20 s \| \| 10e \| Magnus Cort Nielsen \| Danemark \| Uno-X Mobility \| + 20 s \| |                           |          |                        |                 |
| |                           |          |                        |                 |
| Source : ProCyclingStats |                           |          |                        |                 |
| Classement général |                           |          |                        |                 |
| Coureur | Coureur                   | Pays     | Équipe                 | Temps           |
| 1er | Mattéo Vercher            | France   | Team TotalEnergies     | 3 h 46 min 03 s |
| 2e | Adrien Maire              | France   | Unibet Tietema Rockets | + 0 s           |
| 3e | Iván Cobo                 | Espagne  | Equipo Kern Pharma     | + 0 s           |
| 4e | Clément Braz Afonso       | France   | Groupama-FDJ           | + 0 s           |
| 5e | Johannes Kulset           | Norvège  | Uno-X Mobility         | + 2 s           |
| 6e | Guillaume Martin-Guyonnet | France   | Groupama-FDJ           | + 2 s           |
| 7e | Txomin Juaristi           | Espagne  | Euskaltel-Euskadi      | + 10 s          |
| 8e | Gotzon Martín             | Espagne  | Euskaltel-Euskadi      | + 20 s          |
| 9e | Clément Venturini         | France   | Arkéa-B&B Hotels       | + 20 s          |
| 10e | Magnus Cort Nielsen       | Danemark | Uno-X Mobility         | + 20 s          |

## Liste des participants
| Légende | Légende                                                                    | Légende | Légende                                                    |
| ------- | -------------------------------------------------------------------------- | ------- | ---------------------------------------------------------- |
| Num     | Dossard de départ porté par le coureur sur le Tour du Doubs                | Pos     | Position à l'arrivée de la course                          |
|         | Indique un maillot de champion national ou mondial, suivi de sa spécialité | NP      | Indique un coureur qui n'a pas pris le départ de la course |
| AB      | Indique un coureur qui n'a pas terminé la course                           | HD      | Indique un coureur qui a terminé la course hors des délais |
| DSQ     | Indique un coureur qui a été disqualifié de la course                      |         |                                                            |

| Groupama-FDJ GFC | Groupama-FDJ GFC                | Groupama-FDJ GFC |
| ---------------- | ------------------------------- | ---------------- |
| Num              | Coureur                         | Pos              |
| 1                | Guillaume Martin-Guyonnet (FRA) | 6e               |
| 2                | Clément Braz Afonso (FRA)       | 4e               |
| 3                | Tom Donnenwirth (FRA)           | 95e              |
| 4                | Brieuc Rolland (FRA)            | 24e              |
| 5                | Titouan Fontaine (FRA)          | HD               |
| 6                | Oscar Nilsson-Julien (FRA)      | 78e              |

| Team Visma \| Lease a Bike TVL | Team Visma \| Lease a Bike TVL | Team Visma \| Lease a Bike TVL |
| ------------------------------ | ------------------------------ | ------------------------------ |
| Num                            | Coureur                        | Pos                            |
| 11                             | Cian Uijtdebroeks (BEL)        | 22e                            |
| 12                             | Pietro Mattio (ITA)            | 63e                            |
| 13                             | Menno Huising (NED)            | 37e                            |
| 14                             | Tim Rex (BEL)                  | 48e                            |
| 15                             | Loe van Belle (NED)            | 51e                            |
| 16                             | Jonas Høydahl (NOR)            | 32e                            |

| Cofidis COF | Cofidis COF                | Cofidis COF |
| ----------- | -------------------------- | ----------- |
| Num         | Coureur                    | Pos         |
| 21          | Benjamin Thomas (FRA)      | 36e         |
| 22          | Emanuel Buchmann (GER)     | 28e         |
| 23          | Hugo Toumire (FRA)         | 91e         |
| 24          | Jesús Herrada (ESP)        | 21e         |
| 25          | Nicolas Debeaumarché (FRA) | 59e         |
| 26          | Sylvain Moniquet (BEL)     | 13e         |

| Arkéa-B&B Hotels ARK | Arkéa-B&B Hotels ARK     | Arkéa-B&B Hotels ARK |
| -------------------- | ------------------------ | -------------------- |
| Num                  | Coureur                  | Pos                  |
| 31                   | Clément Venturini (FRA)  | 9e                   |
| 32                   | Paul Thierry (FRA)       | 52e                  |
| 33                   | Raúl García Pierna (ESP) | 29e                  |
| 34                   | Élie Gesbert (FRA)       | 47e                  |
| 35                   | Jean-Loup Fayolle (FRA)  | 55e                  |

| Decathlon AG2R La Mondiale Team DAT | Decathlon AG2R La Mondiale Team DAT | Decathlon AG2R La Mondiale Team DAT |
| ----------------------------------- | ----------------------------------- | ----------------------------------- |
| Num                                 | Coureur                             | Pos                                 |
| 41                                  | Kasper Haugland (NOR)               | 54e                                 |
| 42                                  | Louis Chaleil (FRA)                 | 88e                                 |
| 43                                  | Daniel Weis (DEN)                   | 87e                                 |
| 44                                  | Louic Boussemaere (BEL)             | AB                                  |
| 45                                  | Nans Peters (FRA)                   | 18e                                 |

| Team TotalEnergies TEN | Team TotalEnergies TEN | Team TotalEnergies TEN |
| ---------------------- | ---------------------- | ---------------------- |
| Num                    | Coureur                | Pos                    |
| 51                     | Joris Delbove (FRA)    | 27e                    |
| 52                     | Fabien Doubey (FRA)    | 43e                    |
| 53                     | Fabien Grellier (FRA)  | 94e                    |
| 54                     | Pierre Latour (FRA)    | 75e                    |
| 55                     | Geoffrey Soupe (FRA)   | 74e                    |
| 56                     | Mattéo Vercher (FRA)   | 1er                    |

| Unibet Tietema Rockets RKT | Unibet Tietema Rockets RKT | Unibet Tietema Rockets RKT |
| -------------------------- | -------------------------- | -------------------------- |
| Num                        | Coureur                    | Pos                        |
| 61                         | Adrien Maire (FRA)         | 2e                         |
| 62                         | Zeb Kyffin (GBR)           | 41e                        |
| 63                         | Baptiste Huyet (FRA)       | 34e                        |
| 65                         | Odd Christian Eiking (NOR) | 58e                        |
| 66                         | Owen Geleijn (NED)         | 72e                        |

| Uno-X Mobility UXM | Uno-X Mobility UXM           | Uno-X Mobility UXM |
| ------------------ | ---------------------------- | ------------------ |
| Num                | Coureur                      | Pos                |
| 71                 | Magnus Cort Nielsen (DEN)    | 10e                |
| 72                 | Anders Johannessen (NOR)     | 61e                |
| 73                 | Sakarias Koller Løland (NOR) | 33e                |
| 74                 | Johannes Kulset (NOR)        | 5e                 |
| 75                 | Magnus Kulset (NOR)          | AB                 |
| 76                 | Simon Dalby (DEN)            | 62e                |

| Caja Rural-Seguros RGA CJR | Caja Rural-Seguros RGA CJR | Caja Rural-Seguros RGA CJR |
| -------------------------- | -------------------------- | -------------------------- |
| Num                        | Coureur                    | Pos                        |
| 81                         | Julen Arriolabengoa (ESP)  | 39e                        |
| 82                         | Calum Johnston (GBR)       | 53e                        |
| 83                         | Fernando Barceló (ESP)     | 11e                        |
| 84                         | Joan Bou (ESP)             | 42e                        |
| 85                         | Álex Díaz (ESP)            | 35e                        |
| 86                         | Joel Nicolau (ESP)         | 12e                        |

| Equipo Kern Pharma EKP | Equipo Kern Pharma EKP | Equipo Kern Pharma EKP |
| ---------------------- | ---------------------- | ---------------------- |
| Num                    | Coureur                | Pos                    |
| 91                     | Ibon Ruiz (ESP)        | 23e                    |
| 92                     | Iván Cobo (ESP)        | 3e                     |
| 93                     | Jorge Gutiérrez (ESP)  | 46e                    |
| 94                     | Iván Sosa (COL)        | 93e                    |
| 95                     | Pablo Carrascosa (ESP) | 45e                    |
| 96                     | Ibai Azanza (ESP)      | 86e                    |

| Euskaltel-Euskadi EUS | Euskaltel-Euskadi EUS   | Euskaltel-Euskadi EUS |
| --------------------- | ----------------------- | --------------------- |
| Num                   | Coureur                 | Pos                   |
| 101                   | Iker Mintegi (ESP)      | 17e                   |
| 102                   | Gotzon Martín (ESP)     | 8e                    |
| 103                   | Xabier Berasategi (ESP) | 70e                   |
| 104                   | Txomin Juaristi (ESP)   | 7e                    |
| 105                   | Jokin Murguialday (ESP) | 89e                   |
| 106                   | Márton Dina (HUN)       | AB                    |

| Burgos-Burpellet-BH BBH | Burgos-Burpellet-BH BBH    | Burgos-Burpellet-BH BBH |
| ----------------------- | -------------------------- | ----------------------- |
| Num                     | Coureur                    | Pos                     |
| 111                     | Clément Alleno (FRA)       | 31e                     |
| 112                     | Ander Okamika (ESP)        | 44e                     |
| 113                     | José Manuel Díaz (ESP)     | 20e                     |
| 114                     | José Luis Faura (ESP)      | 56e                     |
| 115                     | Carlos García Pierna (ESP) | 26e                     |
| 116                     | Rodrigo Álvarez (ESP)      | 71e                     |

| Wagner Bazin WB WB2 | Wagner Bazin WB WB2                | Wagner Bazin WB WB2 |
| ------------------- | ---------------------------------- | ------------------- |
| Num                 | Coureur                            | Pos                 |
| 121                 | Jocelyn Baguelin (FRA)             | 81e                 |
| 122                 | Floris De Tier (BEL)               | AB                  |
| 123                 | Johan Meens (BEL)                  | 14e                 |
| 124                 | Henri-François Renard-Haquin (FRA) | 65e                 |
| 125                 | Tom Portsmouth (GBR)               | 73e                 |
| 126                 | Giacomo Villa (ITA)                | 60e                 |

| St. Michel-Preference Home-Auber 93 AUB | St. Michel-Preference Home-Auber 93 AUB | St. Michel-Preference Home-Auber 93 AUB |
| --------------------------------------- | --------------------------------------- | --------------------------------------- |
| Num                                     | Coureur                                 | Pos                                     |
| 131                                     | Lucas Bénéteau (FRA)                    | 50e                                     |
| 132                                     | Nicolas Breuillard (FRA)                | 16e                                     |
| 133                                     | Théo Delacroix (FRA)                    | 49e                                     |
| 134                                     | Jérémy Lecroq (FRA)                     | AB                                      |
| 135                                     | Yohann Simon (FRA)                      | 82e                                     |
| 136                                     | Morne van Niekerk (RSA)                 | AB                                      |

| CIC U Nantes UCN | CIC U Nantes UCN        | CIC U Nantes UCN |
| ---------------- | ----------------------- | ---------------- |
| Num              | Coureur                 | Pos              |
| 141              | Yaël Joalland (FRA)     | 25e              |
| 142              | Joris Chaussinand (FRA) | AB               |
| 143              | Corentin Devroute (FRA) | 80e              |
| 144              | Matisse Julien (CAN)    | AB               |
| 145              | Lenaïc Langella (FRA)   | 68e              |
| 146              | Axel Mariault (FRA)     | 19e              |

| Nice Métropole Côte d'Azur NMC | Nice Métropole Côte d'Azur NMC | Nice Métropole Côte d'Azur NMC |
| ------------------------------ | ------------------------------ | ------------------------------ |
| Num                            | Coureur                        | Pos                            |
| 151                            | Jaakko Hänninen (FIN) (route)  | 77e                            |
| 152                            | Carter Guichard (AUS)          | 64e                            |
| 153                            | Dylan Massa (FRA)              | AB                             |
| 155                            | Andrei Carbunarea (ROU)        | AB                             |
| 156                            | Noah Knecht (FRA)              | AB                             |

| Van Rysel-Roubaix VRR | Van Rysel-Roubaix VRR     | Van Rysel-Roubaix VRR |
| --------------------- | ------------------------- | --------------------- |
| Num                   | Coureur                   | Pos                   |
| 161                   | Rémi Capron (FRA)         | 15e                   |
| 163                   | Maxime Jarnet (FRA)       | 38e                   |
| 164                   | Maximilien Juillard (FRA) | 92e                   |
| 165                   | Kenny Molly (BEL)         | AB                    |
| 166                   | Killian Théot (FRA)       | 96e                   |

| Bike Aid BAI | Bike Aid BAI              | Bike Aid BAI |
| ------------ | ------------------------- | ------------ |
| Num          | Coureur                   | Pos          |
| 171          | Antoine Berlin (MON)      | 57e          |
| 172          | Léo Bouvier (FRA)         | AB           |
| 173          | Vinzent Dorn (GER)        | 85e          |
| 174          | Lennard Sternsdorff (GER) | 67e          |
| 175          | Lasse Reuß (GER)          | 90e          |
| 176          | Dawit Yemane (ERI)        | AB           |

| Hrinkow Advarics HAC | Hrinkow Advarics HAC   | Hrinkow Advarics HAC |
| -------------------- | ---------------------- | -------------------- |
| Num                  | Coureur                | Pos                  |
| 182                  | Riccardo Verza (ITA)   | AB                   |
| 183                  | Edward Ravasi (ITA)    | 83e                  |
| 184                  | Maximilian Kabas (AUT) | 66e                  |
| 185                  | Giacomo Ballabio (ITA) | 30e                  |
| 186                  | Loïc Bettendorff (LUX) | 84e                  |

| MYVELO Pro Cycling Team MCT | MYVELO Pro Cycling Team MCT | MYVELO Pro Cycling Team MCT |
| --------------------------- | --------------------------- | --------------------------- |
| Num                         | Coureur                     | Pos                         |
| 191                         | Miron Lipp (GER)            | AB                          |
| 192                         | Nils Brun (SUI)             | 40e                         |
| 193                         | Christoph Janssen (SUI)     | 79e                         |
| 194                         | Timon Loderer (GER)         | AB                          |
| 195                         | Jan Sommer (SUI)            | 69e                         |
| 196                         | Jakob Schmidt (GER)         | 76e                         |

| Groupama-FDJ GFC | Groupama-FDJ GFC                | Groupama-FDJ GFC |
| ---------------- | ------------------------------- | ---------------- |
| Num              | Coureur                         | Pos              |
| 1                | Guillaume Martin-Guyonnet (FRA) | 6e               |
| 2                | Clément Braz Afonso (FRA)       | 4e               |
| 3                | Tom Donnenwirth (FRA)           | 95e              |
| 4                | Brieuc Rolland (FRA)            | 24e              |
| 5                | Titouan Fontaine (FRA)          | HD               |
| 6                | Oscar Nilsson-Julien (FRA)      | 78e              |

| Team Visma \| Lease a Bike TVL | Team Visma \| Lease a Bike TVL | Team Visma \| Lease a Bike TVL |
| ------------------------------ | ------------------------------ | ------------------------------ |
| Num                            | Coureur                        | Pos                            |
| 11                             | Cian Uijtdebroeks (BEL)        | 22e                            |
| 12                             | Pietro Mattio (ITA)            | 63e                            |
| 13                             | Menno Huising (NED)            | 37e                            |
| 14                             | Tim Rex (BEL)                  | 48e                            |
| 15                             | Loe van Belle (NED)            | 51e                            |
| 16                             | Jonas Høydahl (NOR)            | 32e                            |

| Cofidis COF | Cofidis COF                | Cofidis COF |
| ----------- | -------------------------- | ----------- |
| Num         | Coureur                    | Pos         |
| 21          | Benjamin Thomas (FRA)      | 36e         |
| 22          | Emanuel Buchmann (GER)     | 28e         |
| 23          | Hugo Toumire (FRA)         | 91e         |
| 24          | Jesús Herrada (ESP)        | 21e         |
| 25          | Nicolas Debeaumarché (FRA) | 59e         |
| 26          | Sylvain Moniquet (BEL)     | 13e         |

| Arkéa-B&B Hotels ARK | Arkéa-B&B Hotels ARK     | Arkéa-B&B Hotels ARK |
| -------------------- | ------------------------ | -------------------- |
| Num                  | Coureur                  | Pos                  |
| 31                   | Clément Venturini (FRA)  | 9e                   |
| 32                   | Paul Thierry (FRA)       | 52e                  |
| 33                   | Raúl García Pierna (ESP) | 29e                  |
| 34                   | Élie Gesbert (FRA)       | 47e                  |
| 35                   | Jean-Loup Fayolle (FRA)  | 55e                  |

| Decathlon AG2R La Mondiale Team DAT | Decathlon AG2R La Mondiale Team DAT | Decathlon AG2R La Mondiale Team DAT |
| ----------------------------------- | ----------------------------------- | ----------------------------------- |
| Num                                 | Coureur                             | Pos                                 |
| 41                                  | Kasper Haugland (NOR)               | 54e                                 |
| 42                                  | Louis Chaleil (FRA)                 | 88e                                 |
| 43                                  | Daniel Weis (DEN)                   | 87e                                 |
| 44                                  | Louic Boussemaere (BEL)             | AB                                  |
| 45                                  | Nans Peters (FRA)                   | 18e                                 |

| Team TotalEnergies TEN | Team TotalEnergies TEN | Team TotalEnergies TEN |
| ---------------------- | ---------------------- | ---------------------- |
| Num                    | Coureur                | Pos                    |
| 51                     | Joris Delbove (FRA)    | 27e                    |
| 52                     | Fabien Doubey (FRA)    | 43e                    |
| 53                     | Fabien Grellier (FRA)  | 94e                    |
| 54                     | Pierre Latour (FRA)    | 75e                    |
| 55                     | Geoffrey Soupe (FRA)   | 74e                    |
| 56                     | Mattéo Vercher (FRA)   | 1er                    |

| Unibet Tietema Rockets RKT | Unibet Tietema Rockets RKT | Unibet Tietema Rockets RKT |
| -------------------------- | -------------------------- | -------------------------- |
| Num                        | Coureur                    | Pos                        |
| 61                         | Adrien Maire (FRA)         | 2e                         |
| 62                         | Zeb Kyffin (GBR)           | 41e                        |
| 63                         | Baptiste Huyet (FRA)       | 34e                        |
| 65                         | Odd Christian Eiking (NOR) | 58e                        |
| 66                         | Owen Geleijn (NED)         | 72e                        |

| Uno-X Mobility UXM | Uno-X Mobility UXM           | Uno-X Mobility UXM |
| ------------------ | ---------------------------- | ------------------ |
| Num                | Coureur                      | Pos                |
| 71                 | Magnus Cort Nielsen (DEN)    | 10e                |
| 72                 | Anders Johannessen (NOR)     | 61e                |
| 73                 | Sakarias Koller Løland (NOR) | 33e                |
| 74                 | Johannes Kulset (NOR)        | 5e                 |
| 75                 | Magnus Kulset (NOR)          | AB                 |
| 76                 | Simon Dalby (DEN)            | 62e                |

| Caja Rural-Seguros RGA CJR | Caja Rural-Seguros RGA CJR | Caja Rural-Seguros RGA CJR |
| -------------------------- | -------------------------- | -------------------------- |
| Num                        | Coureur                    | Pos                        |
| 81                         | Julen Arriolabengoa (ESP)  | 39e                        |
| 82                         | Calum Johnston (GBR)       | 53e                        |
| 83                         | Fernando Barceló (ESP)     | 11e                        |
| 84                         | Joan Bou (ESP)             | 42e                        |
| 85                         | Álex Díaz (ESP)            | 35e                        |
| 86                         | Joel Nicolau (ESP)         | 12e                        |

| Equipo Kern Pharma EKP | Equipo Kern Pharma EKP | Equipo Kern Pharma EKP |
| ---------------------- | ---------------------- | ---------------------- |
| Num                    | Coureur                | Pos                    |
| 91                     | Ibon Ruiz (ESP)        | 23e                    |
| 92                     | Iván Cobo (ESP)        | 3e                     |
| 93                     | Jorge Gutiérrez (ESP)  | 46e                    |
| 94                     | Iván Sosa (COL)        | 93e                    |
| 95                     | Pablo Carrascosa (ESP) | 45e                    |
| 96                     | Ibai Azanza (ESP)      | 86e                    |

| Euskaltel-Euskadi EUS | Euskaltel-Euskadi EUS   | Euskaltel-Euskadi EUS |
| --------------------- | ----------------------- | --------------------- |
| Num                   | Coureur                 | Pos                   |
| 101                   | Iker Mintegi (ESP)      | 17e                   |
| 102                   | Gotzon Martín (ESP)     | 8e                    |
| 103                   | Xabier Berasategi (ESP) | 70e                   |
| 104                   | Txomin Juaristi (ESP)   | 7e                    |
| 105                   | Jokin Murguialday (ESP) | 89e                   |
| 106                   | Márton Dina (HUN)       | AB                    |

| Burgos-Burpellet-BH BBH | Burgos-Burpellet-BH BBH    | Burgos-Burpellet-BH BBH |
| ----------------------- | -------------------------- | ----------------------- |
| Num                     | Coureur                    | Pos                     |
| 111                     | Clément Alleno (FRA)       | 31e                     |
| 112                     | Ander Okamika (ESP)        | 44e                     |
| 113                     | José Manuel Díaz (ESP)     | 20e                     |
| 114                     | José Luis Faura (ESP)      | 56e                     |
| 115                     | Carlos García Pierna (ESP) | 26e                     |
| 116                     | Rodrigo Álvarez (ESP)      | 71e                     |

| Wagner Bazin WB WB2 | Wagner Bazin WB WB2                | Wagner Bazin WB WB2 |
| ------------------- | ---------------------------------- | ------------------- |
| Num                 | Coureur                            | Pos                 |
| 121                 | Jocelyn Baguelin (FRA)             | 81e                 |
| 122                 | Floris De Tier (BEL)               | AB                  |
| 123                 | Johan Meens (BEL)                  | 14e                 |
| 124                 | Henri-François Renard-Haquin (FRA) | 65e                 |
| 125                 | Tom Portsmouth (GBR)               | 73e                 |
| 126                 | Giacomo Villa (ITA)                | 60e                 |

| St. Michel-Preference Home-Auber 93 AUB | St. Michel-Preference Home-Auber 93 AUB | St. Michel-Preference Home-Auber 93 AUB |
| --------------------------------------- | --------------------------------------- | --------------------------------------- |
| Num                                     | Coureur                                 | Pos                                     |
| 131                                     | Lucas Bénéteau (FRA)                    | 50e                                     |
| 132                                     | Nicolas Breuillard (FRA)                | 16e                                     |
| 133                                     | Théo Delacroix (FRA)                    | 49e                                     |
| 134                                     | Jérémy Lecroq (FRA)                     | AB                                      |
| 135                                     | Yohann Simon (FRA)                      | 82e                                     |
| 136                                     | Morne van Niekerk (RSA)                 | AB                                      |

| CIC U Nantes UCN | CIC U Nantes UCN        | CIC U Nantes UCN |
| ---------------- | ----------------------- | ---------------- |
| Num              | Coureur                 | Pos              |
| 141              | Yaël Joalland (FRA)     | 25e              |
| 142              | Joris Chaussinand (FRA) | AB               |
| 143              | Corentin Devroute (FRA) | 80e              |
| 144              | Matisse Julien (CAN)    | AB               |
| 145              | Lenaïc Langella (FRA)   | 68e              |
| 146              | Axel Mariault (FRA)     | 19e              |

| Nice Métropole Côte d'Azur NMC | Nice Métropole Côte d'Azur NMC | Nice Métropole Côte d'Azur NMC |
| ------------------------------ | ------------------------------ | ------------------------------ |
| Num                            | Coureur                        | Pos                            |
| 151                            | Jaakko Hänninen (FIN) (route)  | 77e                            |
| 152                            | Carter Guichard (AUS)          | 64e                            |
| 153                            | Dylan Massa (FRA)              | AB                             |
| 155                            | Andrei Carbunarea (ROU)        | AB                             |
| 156                            | Noah Knecht (FRA)              | AB                             |

| Van Rysel-Roubaix VRR | Van Rysel-Roubaix VRR     | Van Rysel-Roubaix VRR |
| --------------------- | ------------------------- | --------------------- |
| Num                   | Coureur                   | Pos                   |
| 161                   | Rémi Capron (FRA)         | 15e                   |
| 163                   | Maxime Jarnet (FRA)       | 38e                   |
| 164                   | Maximilien Juillard (FRA) | 92e                   |
| 165                   | Kenny Molly (BEL)         | AB                    |
| 166                   | Killian Théot (FRA)       | 96e                   |

| Bike Aid BAI | Bike Aid BAI              | Bike Aid BAI |
| ------------ | ------------------------- | ------------ |
| Num          | Coureur                   | Pos          |
| 171          | Antoine Berlin (MON)      | 57e          |
| 172          | Léo Bouvier (FRA)         | AB           |
| 173          | Vinzent Dorn (GER)        | 85e          |
| 174          | Lennard Sternsdorff (GER) | 67e          |
| 175          | Lasse Reuß (GER)          | 90e          |
| 176          | Dawit Yemane (ERI)        | AB           |

| Hrinkow Advarics HAC | Hrinkow Advarics HAC   | Hrinkow Advarics HAC |
| -------------------- | ---------------------- | -------------------- |
| Num                  | Coureur                | Pos                  |
| 182                  | Riccardo Verza (ITA)   | AB                   |
| 183                  | Edward Ravasi (ITA)    | 83e                  |
| 184                  | Maximilian Kabas (AUT) | 66e                  |
| 185                  | Giacomo Ballabio (ITA) | 30e                  |
| 186                  | Loïc Bettendorff (LUX) | 84e                  |

| MYVELO Pro Cycling Team MCT | MYVELO Pro Cycling Team MCT | MYVELO Pro Cycling Team MCT |
| --------------------------- | --------------------------- | --------------------------- |
| Num                         | Coureur                     | Pos                         |
| 191                         | Miron Lipp (GER)            | AB                          |
| 192                         | Nils Brun (SUI)             | 40e                         |
| 193                         | Christoph Janssen (SUI)     | 79e                         |
| 194                         | Timon Loderer (GER)         | AB                          |
| 195                         | Jan Sommer (SUI)            | 69e                         |
| 196                         | Jakob Schmidt (GER)         | 76e                         |